# (28978) Ixion
(28978) Ixion (con designación provisional 2001 KX76) es un objeto del cinturón de Kuiper, más concretamente, un plutino. Fue descubierto el 22 de mayo de 2001 por el Deep Ecliptic Survey, y recibe su nombre de Ixión, una figura de la mitología griega.
Al igual que Plutón, no es considerado un planeta, pero a diferencia de este Ixion es un candidato a planeta enano.

## Características físicas
Ixión es moderadamente rojo (un poco más que (50000) Quaoar) y tiene un albedo mayor que el de los cubewanos rojos medianos.
Los últimos resultados espectroscópicos indican que la superficie de Ixión es una mezcla de carbono oscuro y un heteropolímero formado por irradiación de clatratos de agua y compuestos orgánicos, conocido como Tolina (del inglés tholin (ver espectros de los objetos transneptunianos). No se encuentran las líneas de absorción de agua helada (1.5 y 2μm). De forma diferente a lo que pasa en (20000) Varuna, Ixión no muestra una reflectividad especial para ondas largas (la llamada inclinación espectral) con infrarrojos.

## Órbita

Este diagrama muestra las órbitas de Ixión (verde), Plutón (rojo) y Neptuno (gris). Las posiciones indicadas son las referentes a abril de 2006.

Ixion y Plutón siguen órbitas similares pero orientadas de manera diferente: el perihelio de Ixión está por debajo de la eclíptica, mientras que el de Plutón está por encima de ella. De manera diferente a lo que pasa normalmente con los cuerpos en resonancia con Neptuno, Ixión se acerca a Plutón con menos de 20 grados de separación angular. En la actualidad, Ixion está cruzando la eclíptica hacia abajo, y alcanzará su perihelio en 2070. Plutón pasó su perihelio en 1989 y está descendiendo hacia la eclíptica.